# Hermée
 (juin 2020).
Si vous disposez d'ouvrages ou d'articles de référence ou si vous connaissez des sites web de qualité traitant du thème abordé ici, merci de compléter l'article en donnant les références utiles à sa vérifiabilité et en les liant à la section « Notes et références ».
Hermée (en wallon Hermêye) est une section de la commune belge d'Oupeye située en Région wallonne dans la province de Liège. C'était une commune à part entière avant la fusion des communes de 1977.
Code postal : 4680

## Étymologie
Hermée viendrait du germanique, le préfixe "her" comme dans Herstal ou Hermalle signifie "armée". Quant au "Mée" ou "Meye" en wallon, vient du suffixe "mez" signifiant "champ". Hermée voudrait donc dire "champ de l'armée"

## Démographie
- Sources : INS, Rem. : 1831 jusqu'en 1970 = recensements, 1976 = nombre d'habitants au 31 décembre.

## Histoire
Le 6 août 1914, l'armée allemande exécute 11 civils et détruit 149 bâtiments, les unités en cause sont le 89ème,90ème Régiments d'Infanterie et  les 7ème régiment et 9ème bataillons de chasseurs. Ces événements font partie des Atrocités allemandes en 1914.

## Patrimoine et culture

### Culture
La bibliothèque communale située rue du Perron.

#### Grotte
D’après la littérature,, il existerait à Hermée une grotte, nommée “Trô de sotês” (Cave à trolls). Comme dans toute la Hesbaye, en l'absence de grottes naturelles, c'est un chemin creux qui faisait office de grotte.

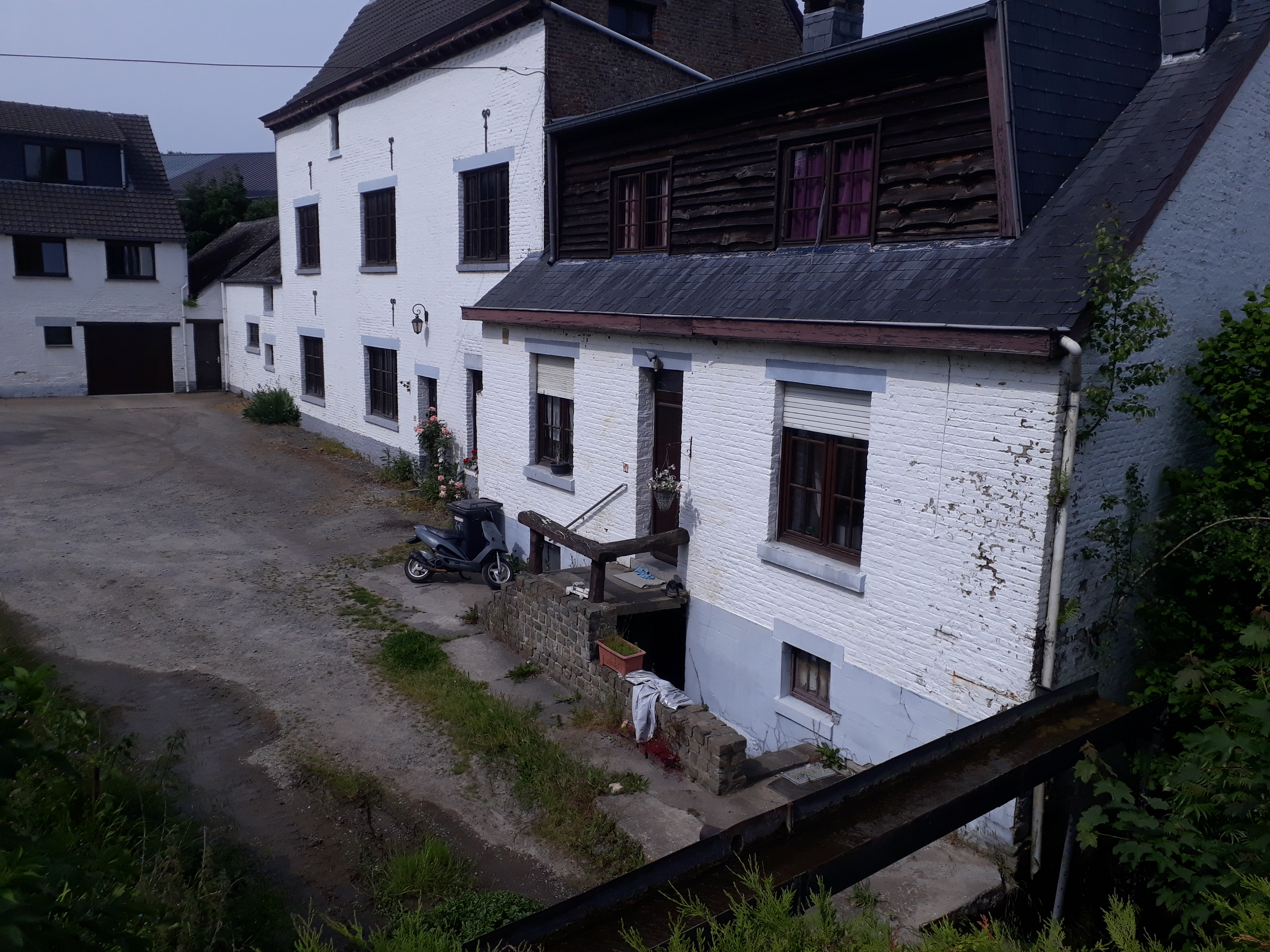
Moulin dans le hameau de Grand Aaz.

## Enseignement
Hermée compte deux écoles primaires : L'école Saint Joseph et l'école communale.

## Sports et vie associative

### Sports
Cette commune compte aussi quelques entreprises et clubs sportifs tels que les Spiroux de Hermée (club de danse), le Judo Club Hermée (qui proposent de multiples sports), le Football Club Hermée, ... ainsi qu'une unité scoute très renommée de Belgique mais néanmoins conviviale : la 8ème Basse-Meuse.
Hermée a aussi une plaine de jeux et ses terrains de foot. Mais également une salle presque polyvalente, le Refuge d'Aaz.